# Kevin Nealon
Kevin Nealon (Bridgeport, 18 november 1953) is een Amerikaans komiek en acteur. Hij werd in 1987 samen met het gehele schrijversteam van Saturday Night Live hiervoor genomineerd voor een Emmy Award. Hij werd daarnaast zowel in 2007 als 2009 genomineerd voor een Screen Actors Guild Award samen met de rest van de cast van Weeds, waarin hij sinds augustus 2005 in inmiddels meer dan zestig afleveringen verscheen als Doug Wilson.
Nealon speelt behalve in televisieseries ook in films. Hij debuteerde hierin in 1987 als naamloze dronkaard in Roxanne. Sindsdien schreef hij rollen in meer dan twintig titels achter zijn naam. Zijn optredens in films zijn voornamelijk bijrollen en niet zelden vinden deze plaats in films waarbij Adam Sandler betrokken is. Nealon speelde van 1986 tot en met 1999 in Saturday Night Live, waarin Sandler van 1990 tot en met 1995 een van zijn castgenoten was. In 1986 en 1987 was Nealon bij twintig afleveringen van het programma niet alleen als acteur, maar ook als schrijver betrokken. Hij en Sandler speelden samen in de films Coneheads, Happy Gilmore, The Wedding Singer, Little Nicky, Eight Crazy Nights, Anger Management en You Don't Mess with the Zohan.
Nealon trouwde in 2005 met de meer dan achttien jaar jongere actrice Susan Yeagley, zijn tweede echtgenote. Zij beviel in 2007 van hun zoon Gable Ness Nealon. Nealon was eerder van 1989 tot en met 2002 getrouwd met Linda Dupree.

## Filmografie
*Exclusief televisiefilms
| Blended (2014) - Just Go with It (2011) - Aliens in the Attic (2009) - Get Smart (2008) - You Don't Mess with the Zohan (2008) - Remarkable Power (2008) - Grandma's Boy (2006) - Good Boy! (2003) - Daddy Day Care (2003) - Anger Management (2003) - Eight Crazy Nights (2002, stem) - The Master of Disguise (2002) |  | - Joe Dirt (2001) - Heartbreakers (2001) - Little Nicky (2000) - Kill the Man (1999) - The Wedding Singer (1998) - Happy Gilmore (1996) - Jeffrey (1995) - Coneheads (1993) - All I Want for Christmas (1991) - Cranium Command (1989) - Roxanne (1987) |

## Televisieseries
*Exclusief eenmalige gastrollen
- Weeds – Doug Wilson (102 afleveringen, 2005–2012)
- Glenn Martin DDS – Glenn Martin (39 afleveringen, 2009–2011)
- Still Standing – Ted Halverson (5 afleveringen, 2003–2006)
- Saturday Night Live – verschillende rollen (175 afleveringen, 1986–1999)
- Dharma & Greg – Mr. Clayborn (2 afleveringen, 1998/1999)
- Champs – Marty Heslov (12 afleveringen, 1996)

- Bibliothèque nationale de France: cb155248845 (data)
- Gemeinsame Normdatei: 1091087644
- International Standard Name Identifier: 0000 0001 1464 469X
- Library of Congress Control Number: no2004026797
- MusicBrainz: 43c9816e-921c-468f-9e61-4dad6f6fe9fd
- Système universitaire de documentation: 192428950
- Virtual International Authority File: 166596887
- WorldCat: E39PBJxCwdVk7bDJmHCg4PY9Dq